# دیوید پترائوس
دیوید هاول پترائوس (به انگلیسی: David Howell Petraeus)، ژنرال چهار ستاره ارتش آمریکا بود که بالاترین درجه نظامی در ارتش ایالات متحده آمریکا محسوب می‌شود. وی پس از بازنشستگی رسمی از ارتش در سال ۲۰۱۱ میلادی به ریاست سازمان سیا منصوب شد و پس از ۱۴ ماه هدایت سازمان سیا، در نوامبر سال ۲۰۱۲ میلادی، از مقام‌اش استعفا کرد.
در سال‌های ۲۰۰۱ و ۲۰۰۲ میلادی، دیوید پتریوس از فرماندهان ارشد ناتو در بوسنی و هرزگووین بوده‌است. وی در سال ۲۰۰۷ میلادی، فرماندهی نیروهای نظامی ایالات متحده و هم پیمانان این کشور را در عراق بر عهده گرفت.
ژنرال پتریوس پیشتر مقام سرفرماندهی کل ارتش ایالات متحده آمریکا در منطقه خاورمیانه، شرق آفریقا و آسیای مرکزی را برعهده داشت؛ سپس به حکم باراک اوباما و تأیید کنگره و سنای آمریکا به مقام ریاست آژانس اطلاعات مرکزی موسوم به «سیا» منصوب شد.

## تحصیلات
وی از دانش‌آموختگان دانشگاه نظامی وست‌پوینت است. وی هم‌چنین دارای دکترای روابط بین‌الملل از دانشگاه پرینستون است.
| رتبه            | تاریخ |
| --------------- | ----- |
| ژنرال (ارتشبد)  | ۲۰۰۷  |
| ژنرال (سپهبد)   | ۲۰۰۴  |
| ژنرال (سرلشکر)  | ۲۰۰۳  |
| سرتیپ           | ۲۰۰۰  |
| سرهنگ           | ۱۹۹۵  |
| سرهنگ دوم       | ۱۹۹۱  |
| سرگرد           | ۱۹۸۵  |
| کاپیتان (سروان) | ۱۹۷۸  |
| ستوان یکم       | ۱۹۷۶  |
| ستوان دوم       | ۱۹۷۴  |

## جنگ عراق
ژنرال دیوید پترائوس نقش کلیدی در جنگ عراق ایفا کرد و به عنوان فرماندهٔ نیروهای ائتلاف در این کشور شناخته می‌شود. او در سال‌های ۲۰۰۷ و ۲۰۰۸ میلادی، «استراتژی افزایش نیرو» را اجرا کرد که شامل اعزام نیروهای بیشتر به عراق برای کنترل خشونت‌ها و تثبیت اوضاع امنیتی بود. این استراتژی، همراه با تلاش‌های او برای جلب حمایت از رهبران قبایل سنی و اجرای برنامه‌های ضدتروریستی، منجر به کاهش قابل توجه خشونت‌های فرقه‌ای و بهبود نسبی امنیت در برخی مناطق عراق شد.

## جنگ افغانستان
ژنرال دیوید پترائوس از ژوئیه ۲۰۱۰ تا ژوئیه ۲۰۱۱ به عنوان فرمانده نیروهای ائتلاف بین‌المللی در افغانستان (ISAF) خدمت کرد. او در این مقام جانشین ژنرال استنلی مک‌کریستال شد و پس از یک سال فرماندهی، در ژوئیه ۲۰۱۱ بازنشسته شد.
ژنرال دیوید پترائوس استراتژی «افزایش نیرو» را برای مقابله با القاعده و طالبان پیاده کرد. پترائوس با افزایش تعداد نیروهای ائتلاف و تمرکز بر برقراری امنیت در مناطق کلیدی، همچنین جلب همکاری مردم محلی تأکید داشت. اگرچه او توانست در کوتاه‌مدت به کاهش خشونت‌ها و تثبیت نسبی اوضاع امنیتی در برخی مناطق دست یابد، اما چالش‌های پایدار و عمیق افغانستان، از جمله فساد دولتی و مقاومت طالبان، همچنان مشکلاتی جدی باقی ماندند.
رابرت گیتس، وزیر دفاع اسبق ایالات متحده آمریکا که در دولت‌های جورج دبلیو بوش و باراک اوباما به عنوان وزیر دفاع خدمت کرده، در کتاب خاطراتش نوشته که «باراک اوباما باورش را به استراتژی نظامی خود در افغانستان از دست داده بود و به ژنرال دیوید پترائوس، فرمانده نظامی آمریکا در افغانستان اعتماد نداشت».
ژنرال پترائوس مذاکرات صلح آمریکا و طالبان را که به سقوط دولت افغانستان و تثبیت حکومت طالبان انجامید، یکی از بدترین توافقات در تاریخ معاصر آمریکا می‌داند. او بر این باور است که منافع ملی آمریکا حکم می‌کرد تا حضور طولانی‌مدتی در افغانستان داشته باشد و یک پایگاه نظامی دائمی در این کشور ایجاد کند.

## ریاست بر سازمان سیا
در تاریخ ۳۰ ژوئن ۲۰۱۱، پترائوس با رأی یکپارچه مجلس سنای ایالات متحده با ۹۴ رأی موافق و ۰ رأی مخالف به 
مقام اداره‌کنندهٔ سازمان سیا تأیید شد.
در پی حملهٔ اسلامگرایان به کنسولگری آمریکا در بنغازی و کشته‌شدن ۴ دیپلمات از جمله کریستوفر استیونز سفیر آمریکا در لیبی، عملکرد سازمان سیا در پیشگیری از حمله مورد انتقاد قرار گرفت و ژنرال پترائوس مورد بازخواست کنگره آمریکا قرار گرفت.
در تاریخ ۹ نوامبر ۲۰۱۲ میلادی، دیوید پترائوس با انتشار بیانیه‌ای اعلام کرد که از مقام خود به عنوان رئیس سازمان سیا کناره‌گیری کرده است. دلیل این استعفا، افشای رابطه نامشروع با پائولا برادول بود که زندگی‌نامه‌اش را می‌نوشت.